# ITF Women's Circuit gennaio-marzo 2010
L'ITF Women's Circuit 2010 è stata una serie di tornei gestita dall'organo internazionale del tennis, l'ITF. Lo scopo di questi tornei è quello di permettere, in particolare alle giovani tenniste, di migliorare la loro classifica per giocare in tornei più importanti. L'ITF Women's Circuit comprende tornei che hanno montepremi che vanno dai 10.000 ai 100.000 dollari. Tra gennaio e marzo si sono giocati circa 50 tornei.

## Legenda
| 100 000 $ Futures |
| 75 000 $ Futures  |
| 50 000 $ Futures  |
| 25 000 $ Futures  |
| 10 000 $ Futures  |

## Gennaio
| Settimana  | Torneo | Vincitrice                                        | Finalista                               | Semifinaliste                           | Quarti di finale                                              |
| ---------- | --- | ------------------------------------------------- | --------------------------------------- | --------------------------------------- | ------------------------------------------------------------- |
| 4 gennaio  | Open Féminin de tennis de l'Ile de Saint-Martin 2010, Guadalupa Saint-Martin Cemento 10 000 $ Singolare – Doppio                  | Nathalie Piquion 7–6(4), 6–1                      | Alizé Lim                               | Martina Frantova Christine Kandler      | Lou Brouleau Anne-Valerie Evain Laurence Combes Oceane Adam   |
| 4 gennaio  | Open Féminin de tennis de l'Ile de Saint-Martin 2010, Guadalupa Saint-Martin Cemento 10 000 $ Singolare – Doppio                  | Brandy Mina Natalie Piquion 4–6 6–1 [10–5]        | Anne-Valerie Evain Bianca Nocella       | Martina Frantova Christine Kandler      | Lou Brouleau Anne-Valerie Evain Laurence Combes Oceane Adam   |
| 4 gennaio  | Blossom Cup 2010, Cina Quanzhou Cemento 50 000 $ Singolare - Doppio                                                               | Aleksandra Krunić 6–3, 7–5                        | Zhou Yi-Miao                            | Bojana Jovanovski Julija Bejhel'zymer   | Anna Gerasimou Jing-Jing Lu Xu Yifan Yan Zi                   |
| 4 gennaio  | Blossom Cup 2010, Cina Quanzhou Cemento 50 000 $ Singolare - Doppio                                                               | Liu Wan-Ting Zhou Yi-Miao 6–1 6–2                 | Julija Bejhel'zymer Yan Zi              | Bojana Jovanovski Julija Bejhel'zymer   | Anna Gerasimou Jing-Jing Lu Xu Yifan Yan Zi                   |
| 11 gennaio | AEGON Pro Series Glasgow 2010, Gran Bretagna Glasgow Cemento indoor 10 000 $ Singolare - Doppio                                   | Sarah Gronert 2–6 6–2 6–1                         | Julia Babilon                           | Anna Smith Lesley Kerkhove              | Nicolette van Uitert Liana Ungur Margit Rüütel Nicola Geuer   |
| 11 gennaio | AEGON Pro Series Glasgow 2010, Gran Bretagna Glasgow Cemento indoor 10 000 $ Singolare - Doppio                                   | Victoria Larrière Anna Smith 6–4 6–4              | Nicole Clerico Liana Ungur              | Anna Smith Lesley Kerkhove              | Nicolette van Uitert Liana Ungur Margit Rüütel Nicola Geuer   |
| 11 gennaio | Open de la ville de Gosier 2010, Guadalupa Le Gosier Cemento 10 000 $ Singolare - Doppio                                          | Alizé Lim 6–1, 6–2                                | Natalie Piquion                         | Anne-Valerie Evain Bianca Nocella       | Ivana King Kayla Rizzolo Brandy Mina Lou Brouleau             |
| 11 gennaio | Open de la ville de Gosier 2010, Guadalupa Le Gosier Cemento 10 000 $ Singolare - Doppio                                          | Malou Ejdesgaard Alizé Lim 6–1 5–7 [10–3]         | Kayla Rizzolo Katie Ruckert             | Anne-Valerie Evain Bianca Nocella       | Ivana King Kayla Rizzolo Brandy Mina Lou Brouleau             |
| 11 gennaio | ITF Women's Circuit Pingguo 2010, Cina Pingguo Cemento 25 000 $ Singolare - Doppio                                                | Zhou Yi-Miao 6–3 6–0                              | Anna Gerasimou                          | Ji Chun-Mei Julija Bejhel'zymer         | Ling Zhang Chiaki Okadaue Ham Mi-Rae Nigina Abduraimova       |
| 11 gennaio | ITF Women's Circuit Pingguo 2010, Cina Pingguo Cemento 25 000 $ Singolare - Doppio                                                | Chan Chin-wei Xu Yifan 6–3 6–1                    | Ji Chun-Mei Liu Wan-Ting                | Ji Chun-Mei Julija Bejhel'zymer         | Ling Zhang Chiaki Okadaue Ham Mi-Rae Nigina Abduraimova       |
| 11 gennaio | Plantation Open 2010, Stati Uniti d'America Plantation Terra verde 25 000 $ Singolare - Doppio                                    | Ajla Tomljanović 6–3 6–3                          | Johanna Larsson                         | Maret Ani Mariana Duque Mariño          | Christina McHale Olivia Sanchez Karolina Kosińska Ahsha Rolle |
| 11 gennaio | Plantation Open 2010, Stati Uniti d'America Plantation Terra verde 25 000 $ Singolare - Doppio                                    | Aurélie Védy Mashona Washington 6–0 6–2           | Jorgelina Cravero María Irigoyen        | Maret Ani Mariana Duque Mariño          | Christina McHale Olivia Sanchez Karolina Kosińska Ahsha Rolle |
| 18 gennaio | AEGON Pro Series Wrexham 2010, Gran Bretagna Wrexham Cemento indoor 10 000 $ Singolare - Doppio                                   | Mona Barthel 6–1 6–1                              | Anne Kremer                             | Julia Babilon Margit Rüütel             | Mallory Cecil Audrey Bergot Anna Smith Lesley Kerkhove        |
| 18 gennaio | AEGON Pro Series Wrexham 2010, Gran Bretagna Wrexham Cemento indoor 10 000 $ Singolare - Doppio                                   | Mallory Cecil Megan Moulton-Levy 4–6 6–0 [11–9]   | Iveta Gerlová Lucie Kriegsmannova       | Julia Babilon Margit Rüütel             | Mallory Cecil Audrey Bergot Anna Smith Lesley Kerkhove        |
| 18 gennaio | Ace Sports Group Tennis Classic 2010, Stati Uniti d'America Lutz (Florida) Terra rossa 25 000 $ Singolare - Doppio                | Mandy Minella 6–2 4–6 6–2                         | Jamie Hampton                           | Mariana Duque Mariño Florencia Molinero | Julia Cohen Johanna Larsson Christina McHale Ajla Tomljanović |
| 18 gennaio | Ace Sports Group Tennis Classic 2010, Stati Uniti d'America Lutz (Florida) Terra rossa 25 000 $ Singolare - Doppio                | Aurélie Védy Mashona Washington 6–3 6–3           | Maria Fernanda Alves Florencia Molinero | Mariana Duque Mariño Florencia Molinero | Julia Cohen Johanna Larsson Christina McHale Ajla Tomljanović |
| 25 gennaio | Open GDF Suez De L'Isere 2010, Francia Grenoble Cemento indoor 10 000 $ Singolare - Doppio                                        | Anaïs Laurendon 6–3 6–2                           | Victoria Larrière                       | Mathilde Johansson Stephanie Vogt       | Karla Mraz Megan Moulton-Levy Ana Vrljić Oksana Ljubcova      |
| 25 gennaio | Open GDF Suez De L'Isere 2010, Francia Grenoble Cemento indoor 10 000 $ Singolare - Doppio                                        | Victoria Larrière Irina Ramialison 6–3 6–4 [11–9] | Mallory Cecil Megan Moulton-Levy        | Mathilde Johansson Stephanie Vogt       | Karla Mraz Megan Moulton-Levy Ana Vrljić Oksana Ljubcova      |
| 25 gennaio | Segro International Um Den Cup Der Deutschen Vermögensberatung 2010, Germania Kaarst Sintetico indoor 10 000 $ Singolare - Doppio | Annika Beck 6–2 7–5                               | Audrey Bergot                           | Julia Babilon Sarah Gronert             | Laura Pous Tió Anna Korzeniak Nicola Geuer Tereza Hladíková   |
| 25 gennaio | Segro International Um Den Cup Der Deutschen Vermögensberatung 2010, Germania Kaarst Sintetico indoor 10 000 $ Singolare - Doppio | Nicola Geuer Lena-Marie Hofmann 6–4 6–4           | Kim-Alice Grajdek Syna Kayser           | Julia Babilon Sarah Gronert             | Laura Pous Tió Anna Korzeniak Nicola Geuer Tereza Hladíková   |

## Febbraio
| Settimana   | Torneo                                                                                      | Vincitrice                                               | Finalista                              | Semifinaliste                                        | Quarti di finale                                                                   |
| ----------- | ------------------------------------------------------------------------------------------- | -------------------------------------------------------- | -------------------------------------- | ---------------------------------------------------- | ---------------------------------------------------------------------------------- |
| 1º febbraio | Torneo Mallorca I 2010 Maiorca, Spagna Terra rossa 10 000 $ Singolare - Doppio              | Viktoria Kamenskaya 7–6(4) 3–6 6–2                       | Garbiñe Muguruza                       | Inés Ferrer Suárez Anne Schäfer                      | Martina Gledacheva Paola Cigui Benedetta Davato Scarlett Werner                    |
| 1º febbraio | Torneo Mallorca I 2010 Maiorca, Spagna Terra rossa 10 000 $ Singolare - Doppio              | Viktoria Kamenskaya Daria Kuchmina 7–5 6–4 [10–5]        | Fatima El Allami Nadia Lalami          | Inés Ferrer Suárez Anne Schäfer                      | Martina Gledacheva Paola Cigui Benedetta Davato Scarlett Werner                    |
| 1º febbraio | Open GDF Suez de Belfort 2010 Belfort, Francia Sintetico 25 000 $ Singolare - Doppio        | Elena Bovina 7–6(3) 5–7 6–4                              | Romina Oprandi                         | Claudia Giovine Estelle Guisard                      | Claire Feuerstein Yera Campos-Molina Ani Mijacika Nikola Hofmanová                 |
| 1º febbraio | Open GDF Suez de Belfort 2010 Belfort, Francia Sintetico 25 000 $ Singolare - Doppio        | Elena Bovina Irena Pavlović 6–2 2–6 [10–6]               | Nikola Hofmanová Karina Pimkina        | Claudia Giovine Estelle Guisard                      | Claire Feuerstein Yera Campos-Molina Ani Mijacika Nikola Hofmanová                 |
| 1º febbraio | McDonald's Burnie International 2010 Burnie, Australia Cemento 25 000 $ Singolare - Doppio  | Arina Rodionova 6–1 6–0                                  | Jarmila Gajdošová                      | Chiaki Okadaue Jessica Moore                         | Alison Bai Hwang I-Hsuan Çağla Büyükakçay Yan Zi                                   |
| 1º febbraio | McDonald's Burnie International 2010 Burnie, Australia Cemento 25 000 $ Singolare - Doppio  | Jessica Moore Arina Rodionova 6–2 6–4                    | Tímea Babos Anna Arina Marenko         | Chiaki Okadaue Jessica Moore                         | Alison Bai Hwang I-Hsuan Çağla Büyükakçay Yan Zi                                   |
| 1º febbraio | Women's Childhelp Desert Classic 2010 Rancho Mirage, Stati Uniti d'America Cemento 25 000 $ | Olivia Sanchez 7–5 6–0                                   | Tadeja Majerić                         | Lilia Osterloh Alison Riske                          | Kimberly Couts Madison Brengle Lee Ye-Ra Angela Haynes                             |
| 1º febbraio | Women's Childhelp Desert Classic 2010 Rancho Mirage, Stati Uniti d'America Cemento 25 000 $ | Monique Adamczak Abigail Spears 6–3 6–4                  | Ljudmyla Kičenok Nadežda Kičenok       | Lilia Osterloh Alison Riske                          | Kimberly Couts Madison Brengle Lee Ye-Ra Angela Haynes                             |
| 1º febbraio | AEGON Pro Series Sutton 2010 Sutton, Gran Bretagna Cemento 25 000 $                         | Andrea Hlaváčková 6–1 4–6 6–4                            | Mallory Cecil                          | Lina Stančiūtė Anna Smith                            | Anne Kremer Naomi Cavaday Heather Watson Mona Barthel                              |
| 1º febbraio | AEGON Pro Series Sutton 2010 Sutton, Gran Bretagna Cemento 25 000 $                         | Irini Georgatou Valerija Savinych 7–5 2–6 [10–8]         | Naomi Cavaday Heather Watson           | Lina Stančiūtė Anna Smith                            | Anne Kremer Naomi Cavaday Heather Watson Mona Barthel                              |
| 8 febbraio  | ITF Women's Circuit Eilat 2010 Eilat, Israele Cemento 10 000 $                              | Janina Toljan 6–1 6–2                                    | Jana Čepelová                          | Elixane Lechemia Yanina Darishina                    | Keren Shlomo Anna Zaja Zuzana Luknárová Nicole Clerico                             |
| 8 febbraio  | ITF Women's Circuit Eilat 2010 Eilat, Israele Cemento 10 000 $                              | Martina Caciotti Nicole Clerico 6–1 6–3                  | Renata Bakieva Yanina Darishina        | Elixane Lechemia Yanina Darishina                    | Keren Shlomo Anna Zaja Zuzana Luknárová Nicole Clerico                             |
| 8 febbraio  | Torneo Mallorca II 2010 Maiorca, Spagna Terra rossa 10 000 $                                | Garbiñe Muguruza 3–6 6–2 6–0                             | Katarzyna Kawa                         | Eloisa María Compostizo de Andrés Inés Ferrer Suárez | Cindy Chala Avgusta Tsybysheva Ekaterine Gorgodze Lena-Marie Hofmann               |
| 8 febbraio  | Torneo Mallorca II 2010 Maiorca, Spagna Terra rossa 10 000 $                                | Sofia Kvatsabaia Avgusta Tsybysheva 7–6(6) 6–4           | Benedetta Davato Inés Ferrer Suárez    | Eloisa María Compostizo de Andrés Inés Ferrer Suárez | Cindy Chala Avgusta Tsybysheva Ekaterine Gorgodze Lena-Marie Hofmann               |
| 8 febbraio  | Vale do Lobo Ladies Open 2010 Vale Do Lobo, Portogallo Cemento 10 000 $                     | Patricia Mayr-Achleitner 6–1 6–1                         | Maria João Koehler                     | Nicolette Van Uitert Martina di Giuseppe             | Lesley Kerkhove Pemra Özgen Elica Kostova Evelyn Mayr                              |
| 8 febbraio  | Vale do Lobo Ladies Open 2010 Vale Do Lobo, Portogallo Cemento 10 000 $                     | Evelyn Mayr Patricia Mayr-Achleitner 6–2 6–1             | Sandra Martinović Lisa Sabino          | Nicolette Van Uitert Martina di Giuseppe             | Lesley Kerkhove Pemra Özgen Elica Kostova Evelyn Mayr                              |
| 8 febbraio  | Dow Corning Tennis Classic 2010 Midland, Stati Uniti d'America Cemento 100 000 $            | Elena Baltacha 5–7 6–2 6–3                               | Lucie Hradecká                         | Laura Granville Marta Domachowska                    | Sofia Arvidsson Arantxa Rus Rebecca Marino Anne Keothavong                         |
| 8 febbraio  | Dow Corning Tennis Classic 2010 Midland, Stati Uniti d'America Cemento 100 000 $            | Laura Granville Lucie Hradecká 7–6(2) 3–6 [12–10]        | Lilia Osterloh Anna Tatišvili          | Laura Granville Marta Domachowska                    | Sofia Arvidsson Arantxa Rus Rebecca Marino Anne Keothavong                         |
| 8 febbraio  | USTA Womens Of Laguna Niguel 2010 Laguna Niguel, Stati Uniti d'America Cemento 25 000 $     | Olivia Sanchez 6–3 6–4                                   | Mandy Minella                          | Rika Fujiwara Georgie Gent                           | Abigail Spears Johanna Konta Elena Kulikova Florencia Molinero                     |
| 8 febbraio  | USTA Womens Of Laguna Niguel 2010 Laguna Niguel, Stati Uniti d'America Cemento 25 000 $     | Anastasija Pivovarova Laura Siegemund 6–2 6–3            | Amanda Fink Elizabeth Lumpkin          | Rika Fujiwara Georgie Gent                           | Abigail Spears Johanna Konta Elena Kulikova Florencia Molinero                     |
| 8 febbraio  | Salk Ladies 2010 Stoccolma, Svezia Cemento 25 000 $                                         | Oksana Ljubcova 6–4 7–5                                  | Lesja Curenko                          | Carmen Klaschka Sarah Gronert                        | Stéphanie Vongsouthi Maret Ani Iryna Burjačok Anikó Kapros                         |
| 8 febbraio  | Salk Ladies 2010 Stoccolma, Svezia Cemento 25 000 $                                         | Ksenija Milevskaja Lesja Curenko 6–4 7–5                 | Nikola Hofmanová Yvonne Meusburger     | Carmen Klaschka Sarah Gronert                        | Stéphanie Vongsouthi Maret Ani Iryna Burjačok Anikó Kapros                         |
| 8 febbraio  | Copa Bionaire 2010 Cali, Colombia Terra rossa 75 000 $                                      | Polona Hercog 6–4 5–7 6–2                                | Mariana Duque Mariño                   | Klára Koukalová Rossana de los Ríos                  | Catalina Castaño Patricia Mayr-Achleitner Arantxa Parra Santonja Maša Zec Peškirič |
| 8 febbraio  | Copa Bionaire 2010 Cali, Colombia Terra rossa 75 000 $                                      | Edina Gallovits Polona Hercog 3–6 6–3 [10–8]             | Estrella Cabeza Candela Laura Pous Tió | Klára Koukalová Rossana de los Ríos                  | Catalina Castaño Patricia Mayr-Achleitner Arantxa Parra Santonja Maša Zec Peškirič |
| 15 febbraio | Albufeira Ladies Open 2010 Albufeira, Portogallo Cemento 10 000 $                           | Evelyn Mayr 6–4 6–4                                      | Elica Kostova                          | Claudia Giovine Pemra Özgen                          | Maryna Zanevs'ka Constance Sibille Zsófia Susányi Julia Mayr                       |
| 15 febbraio | Mildura Grand Tennis International 2010 Mildura, Australia Erba 25 000 $                    | Casey Dellacqua 7–5 6–0                                  | Sally Peers                            | Kristýna Plíšková Tiffany Welford                    | Jarmila Gajdošová Alison Bai Akiko Yonemura Sakiko Shimizu                         |
| 15 febbraio | Mildura Grand Tennis International 2010 Mildura, Australia Erba 25 000 $                    | Casey Dellacqua Jessica Moore 6–2 7–6(3)                 | Jarmila Gajdošová Jade Hopper          | Kristýna Plíšková Tiffany Welford                    | Jarmila Gajdošová Alison Bai Akiko Yonemura Sakiko Shimizu                         |
| 15 febbraio | City Of Surprise Women's Open 2010 Surprise, Stati Uniti d'America Cemento 25 000 $         | Abigail Spears 6–1 6–2                                   | Kurumi Nara                            | Varvara Lepchenko Christina McHale                   | Ol'ga Pučkova Julia Boserup Anastasija Pivovarova Monique Adamczak                 |
| 15 febbraio | City Of Surprise Women's Open 2010 Surprise, Stati Uniti d'America Cemento 25 000 $         | Ji Chun-Mei Xu Yifan 5–7 6–2 [10–5]                      | Christina Fusano Courtney Nagle        | Varvara Lepchenko Christina McHale                   | Ol'ga Pučkova Julia Boserup Anastasija Pivovarova Monique Adamczak                 |
| 22 febbraio | Ciudad de la Raqueta 2010 Madrid, Spagna Terra rossa 10 000 $                               | María Teresa Torro Flor 7–5 3–6 6–4                      | Giulia Gatto-Monticone                 | Nanuli Pipiya Gioia Barbieri                         | Tina Schiechtl Nadia Lalami Avgusta Tsybysheva Lara Arruabarrena Vecino            |
| 22 febbraio | Ciudad de la Raqueta 2010 Madrid, Spagna Terra rossa 10 000 $                               | Giulia Gatto-Monticone Federica Quercia 5–7 6–4 [10–6]   | Benedetta Davato Inés Ferrer Suárez    | Nanuli Pipiya Gioia Barbieri                         | Tina Schiechtl Nadia Lalami Avgusta Tsybysheva Lara Arruabarrena Vecino            |
| 22 febbraio | Portimao Tivoli Ladies Open 2010 Portimão, Portogallo Cemento 10 000 $                      | Claudia Giovine 3–6 6–2 7–6(1)                           | Kiki Bertens                           | Constance Sibille Lucía Cerverá Vásquez              | Chanel Simmonds Elixane Lechemia Sandra Soler-Sola Irina Ramialison                |
| 22 febbraio | Portimao Tivoli Ladies Open 2010 Portimão, Portogallo Cemento 10 000 $                      | Justyna Jegiołka Barbara Sobaszkiewicz 3–6 7–6(6) [10–5] | Gael De Wael Anett Schutting           | Constance Sibille Lucía Cerverá Vásquez              | Chanel Simmonds Elixane Lechemia Sandra Soler-Sola Irina Ramialison                |
| 22 febbraio | Biberach Open 2010 Biberach, Germania Cemento 50 000 $+H                                    | Johanna Larsson 4–6 6–2 6–2                              | Romina Oprandi                         | Viktorija Kutuzova Simona Halep                      | Kristina Barrois Vesna Dolonc Carmen Klaschka Yvonne Meusburger                    |
| 22 febbraio | Biberach Open 2010 Biberach, Germania Cemento 50 000 $+H                                    | Stéphanie Cohen-Aloro Selima Sfar 5–7 6–1 [10–5]         | Mona Barthel Carmen Klaschka           | Viktorija Kutuzova Simona Halep                      | Kristina Barrois Vesna Dolonc Carmen Klaschka Yvonne Meusburger                    |

## Marzo
| Settimana | Torneo                                                                                           | Vincitrice                                           | Finalista                                   | Semifinaliste                            | Quarti di finale                                                              |
| --------- | ------------------------------------------------------------------------------------------------ | ---------------------------------------------------- | ------------------------------------------- | ---------------------------------------- | ----------------------------------------------------------------------------- |
| 1º marzo  | Homebush Women's International at Sydney Olympic Park 2010 Sydney, Australia Cemento 25 000 $    | Jarmila Gajdošová 6–3 6–3                            | Yurika Sema                                 | Ryoko Fuda Shannon Golds                 | Erika Sema Viktorija Rajicic Marija Mirkovic Sophie Ferguson                  |
| 1º marzo  | Homebush Women's International at Sydney Olympic Park 2010 Sydney, Australia Cemento 25 000 $    | Casey Dellacqua Jessica Moore Walkover               | Sophie Ferguson Trudi Musgrave              | Ryoko Fuda Shannon Golds                 | Erika Sema Viktorija Rajicic Marija Mirkovic Sophie Ferguson                  |
| 1º marzo  | Open GDF Suez De Lyon 2010 Lione, Francia Cemento 10 000 $                                       | Anna-Giulia Remondina 6–1 7–6(0)                     | Anna Korzeniak                              | Stéphanie Vongsouthi Ganna Piven         | Stephanie Vogt Liu Shaozhuo Morgane Pons Ellen Barry                          |
| 1º marzo  | Open GDF Suez De Lyon 2010 Lione, Francia Cemento 10 000 $                                       | Olga Brózda Magdalena Kiszczyńska 5–7 6–4 [10–6]     | Elena Bogdan Stéphanie Vongsouthi           | Stéphanie Vongsouthi Ganna Piven         | Stephanie Vogt Liu Shaozhuo Morgane Pons Ellen Barry                          |
| 1º marzo  | Pavlov Cup 2010 Minsk, Bielorussia Cemento 25 000 $                                              | Anna Lapuščenkova 6–1 3–6 7–6(2)                     | Lesja Curenko                               | Elena Bovina Irena Pavlović              | Estelle Guisard Anaïs Laurendon Oksana Kalašnikova Romina Oprandi             |
| 1º marzo  | Pavlov Cup 2010 Minsk, Bielorussia Cemento 25 000 $                                              | Elena Bovina Irena Pavlović 6–0 6–1                  | Maret Ani Vitalija D'jačenko                | Elena Bovina Irena Pavlović              | Estelle Guisard Anaïs Laurendon Oksana Kalašnikova Romina Oprandi             |
| 1º marzo  | ITF Women's Circuit Madrid 2010 Madrid, Spagna Terra rossa 10 000 $                              | Elisa Balsamo 6–1 6–4                                | Alexandra Cadanțu                           | Tina Schiechtl Leticia Costas Moreira    | Amanda Carreras Valentina Sulpizio Anastasia Grymalska Giulia Gatto-Monticone |
| 1º marzo  | ITF Women's Circuit Madrid 2010 Madrid, Spagna Terra rossa 10 000 $                              | Elisa Balsamo Valentina Sulpizio 6–3 7–6(3)          | Neda Kozić Marina Šamajko                   | Tina Schiechtl Leticia Costas Moreira    | Amanda Carreras Valentina Sulpizio Anastasia Grymalska Giulia Gatto-Monticone |
| 1º marzo  | GD Tennis Cup 2010 Adalia, Turchia Terra rossa 10 000 $                                          | Evelyn Mayr 6–4 6–2                                  | Julia Mayr                                  | Liana Ungur Katarína Kachlíková          | Sandra Zaniewska Bianca Hîncu Simona Matei Dia Evtimova                       |
| 1º marzo  | GD Tennis Cup 2010 Adalia, Turchia Terra rossa 10 000 $                                          | Michaela Pochabová Romana Tabaková 6–1 6–1           | Diana Marcu Simona Matei                    | Liana Ungur Katarína Kachlíková          | Sandra Zaniewska Bianca Hîncu Simona Matei Dia Evtimova                       |
| 1º marzo  | Tangipahoa Tourism 25 000 $ Women'S Pro Classic 2010 Hammond, USA Cemento 25 000 $               | Zhang Shuai 6–2 6–1                                  | Jamie Hampton                               | Xu Yifan Kurumi Nara                     | Stéphanie Foretz Heather Watson Naomi Broady Zhou Yi-Miao                     |
| 1º marzo  | Tangipahoa Tourism 25 000 $ Women'S Pro Classic 2010 Hammond, USA Cemento 25 000 $               | Xu Yifan Zhou Yi-Miao 6–2 6–2                        | Christina Fusano Courtney Nagle             | Xu Yifan Kurumi Nara                     | Stéphanie Foretz Heather Watson Naomi Broady Zhou Yi-Miao                     |
| 8 marzo   | Sheriff Jim Coats Clearwater Women's Open 2010 Clearwater, USA Cemento 25 000 $                  | Johanna Larsson 7–6(4) 6–0                           | Shuai Zhang                                 | Jing-Jing Lu Georgie Gent                | Zhou Yi-Miao Estrella Cabeza Candela Han Xinyun Sophie Ferguson               |
| 8 marzo   | Sheriff Jim Coats Clearwater Women's Open 2010 Clearwater, USA Cemento 25 000 $                  | Xu Yifan Zhou Yi-Miao 6–4 6–4                        | Alina Židkova Laura Siegemund               | Jing-Jing Lu Georgie Gent                | Zhou Yi-Miao Estrella Cabeza Candela Han Xinyun Sophie Ferguson               |
| 8 marzo   | Internationaler Badische Meisterschaften der Damen 2010 Buchen, Germania Sintetico 10 000 $      | Romina Oprandi 6–1 6–3                               | Iryna Burjačok                              | Eva Birnerová Xenia Knoll                | Katarzyna Piter Annika Beck Yera Campos-Molina Stephanie Wagner               |
| 8 marzo   | Internationaler Badische Meisterschaften der Damen 2010 Buchen, Germania Sintetico 10 000 $      | Iryna Burjačok Amra Sadiković 7–5 6–3                | Simona Dobrá Tereza Hladíková               | Eva Birnerová Xenia Knoll                | Katarzyna Piter Annika Beck Yera Campos-Molina Stephanie Wagner               |
| 8 marzo   | Open GDF SUEZ de Bourgogne 2010 Digione, Francia Cemento 10 000 $                                | Ganna Piven 6–4 7–5                                  | Anaïs Laurendon                             | Anna Smith Stéphanie Vongsouthi          | Iryna Kurjanovič Nicole Riner Claudine Schaul Ksenia Kirillova                |
| 8 marzo   | Open GDF SUEZ de Bourgogne 2010 Digione, Francia Cemento 10 000 $                                | Estelle Guisard Anaïs Laurendon 7–5 7–5              | Olga Brózda Magdalena Kiszczyńska           | Anna Smith Stéphanie Vongsouthi          | Iryna Kurjanovič Nicole Riner Claudine Schaul Ksenia Kirillova                |
| 8 marzo   | Abierto La Asuncion Femenil ITF 2010 Metepec, Messico Cemento 10 000 $                           | Macall Harkins 6–1 6–3                               | Maria Fernanda Alves                        | Aranza Salut Laura Thorpe                | María Fernanda Álvarez Ana-Clara Duarte Vivian Segnini Katie Ruckert          |
| 8 marzo   | Abierto La Asuncion Femenil ITF 2010 Metepec, Messico Cemento 10 000 $                           | Amanda Fink Elizabeth Lumpkin 6–3 5–7 [10–8]         | Maria Fernanda Alves Daniela Múñoz-Gallegos | Aranza Salut Laura Thorpe                | María Fernanda Álvarez Ana-Clara Duarte Vivian Segnini Katie Ruckert          |
| 8 marzo   | GD Tennis Cup 2 2010 Adalia, Turchia Terra rossa 10 000 $                                        | Michaela Pochabová 6–1 7–5                           | Evelyn Mayr                                 | Ksenia Palkina Nanuli Pipiya             | Pemra Özgen Julia Mayr Vanesa Furnaletto Dia Evtimova                         |
| 8 marzo   | GD Tennis Cup 2 2010 Adalia, Turchia Terra rossa 10 000 $                                        | Diana Enache Andreea Mitu 6(3)–7 6–1 [11–9]          | Evelyn Mayr Julia Mayr                      | Ksenia Palkina Nanuli Pipiya             | Pemra Özgen Julia Mayr Vanesa Furnaletto Dia Evtimova                         |
| 15 marzo  | TDC'S Women's Challenger 2010 Fort Walton Beach, Florida, Stati Uniti d'America Cemento 25 000 $ | Chanelle Scheepers 7–5 7–5                           | Sophie Ferguson                             | Cvetana Pironkova Johanna Larsson        | Nastas'sja Jakimava Stéphanie Dubois Arantxa Rus Han Xinyun                   |
| 15 marzo  | TDC'S Women's Challenger 2010 Fort Walton Beach, Florida, Stati Uniti d'America Cemento 25 000 $ | Johanna Larsson Chanelle Scheepers 2–6 7–5(4) [10–7] | Christina Fusano Courtney Nagle             | Cvetana Pironkova Johanna Larsson        | Nastas'sja Jakimava Stéphanie Dubois Arantxa Rus Han Xinyun                   |
| 15 marzo  | Zuerioberland Open 2010 Wetzikon, Svizzera Sintetico 10 000 $                                    | Amra Sadiković 7–5 7–5                               | Nina Zander                                 | Iryna Burjačok Tereza Hladíková          | Martina di Giuseppe Nicole Riner Xenia Knoll Anna Zaja                        |
| 15 marzo  | Zuerioberland Open 2010 Wetzikon, Svizzera Sintetico 10 000 $                                    | Xenia Knoll Amra Sadiković 6–4 7–6(5)                | Simona Dobrá Tereza Hladíková               | Iryna Burjačok Tereza Hladíková          | Martina di Giuseppe Nicole Riner Xenia Knoll Anna Zaja                        |
| 15 marzo  | Internationaux Féminins d'Amiens 2010 Amiens, Francia Terra rossa 10 000 $                       | Claire de Gubernatis 6–3 6–3                         | Giulia Gatto-Monticone                      | Leticia Costas Moreira Julija Putinceva  | Bibiane Schoofs Audrey Bergot Karla Mraz Cindy Chala                          |
| 15 marzo  | Internationaux Féminins d'Amiens 2010 Amiens, Francia Terra rossa 10 000 $                       | Efrat Mishor Jasmina Tinjić 7–6(5) 5–7 [10–5]        | Sherazad Benamar Alizé Lim                  | Leticia Costas Moreira Julija Putinceva  | Bibiane Schoofs Audrey Bergot Karla Mraz Cindy Chala                          |
| 15 marzo  | Sergei Maximov Memorial 2010 San Pietroburgo, Russia Cemento 10 000 $                            | Aleksandra Panova 6–1 7–5                            | Neuza Silva                                 | Maryna Zanevs'ka Karina Pimkina          | Evgenija Paškova Yuliya Kalabina Marta Sirotkina Al'ona Sotnikova             |
| 15 marzo  | Sergei Maximov Memorial 2010 San Pietroburgo, Russia Cemento 10 000 $                            | Al'ona Sotnikova Maryna Zanevs'ka 7–5 6–3            | Aleksandra Panova Evgenija Paškova          | Maryna Zanevs'ka Karina Pimkina          | Evgenija Paškova Yuliya Kalabina Marta Sirotkina Al'ona Sotnikova             |
| 15 marzo  | AEGON Pro Series Bath 2010 Bath, Gran Bretagna Cemento 10 000 $                                  | Katarzyna Piter 6–2 7–6(6)                           | Lenka Juríková                              | Ellen Barry Anna Smith                   | Mara Nowak Lesley Kerkhove Margit Rüütel Matea Mezak                          |
| 15 marzo  | AEGON Pro Series Bath 2010 Bath, Gran Bretagna Cemento 10 000 $                                  | Malou Ejdesgaard Katarzyna Piter 6–3 6–2             | Jade Curtis Anna Fitzpatrick                | Ellen Barry Anna Smith                   | Mara Nowak Lesley Kerkhove Margit Rüütel Matea Mezak                          |
| 15 marzo  | Women's ITF Irapuato Club de Golf Santa Margarita 2010 Irapuato, Messico Cemento 25 000 $        | Monique Adamczak 7–6(5) 2–6 6–2                      | Misaki Doi                                  | Laura Pous Tió Aranza Salut              | Kristína Kučová Anna Floris Bianca Botto Alison Riske                         |
| 15 marzo  | Women's ITF Irapuato Club de Golf Santa Margarita 2010 Irapuato, Messico Cemento 25 000 $        | María Irigoyen Florencia Molinero 6(3)–7 6–2 [10–7]  | Lena Litvak Natalia Ryzhonkova              | Laura Pous Tió Aranza Salut              | Kristína Kučová Anna Floris Bianca Botto Alison Riske                         |
| 15 marzo  | GD Tennis Cup 3 2010 Adalia, Turchia Terra rossa 10 000 $                                        | Julia Mayr 6–2 6–1                                   | María Teresa Torro Flor                     | Kiki Bertens Andrea Koch-Benvenuto       | Magda Linette Valentina Ivachnenko Amanda Carreras Dia Evtimova               |
| 15 marzo  | GD Tennis Cup 3 2010 Adalia, Turchia Terra rossa 10 000 $                                        | Kiki Bertens Danielle Harmsen 6–2 6–4                | Fatma Al-Nabhani Andrea Koch-Benvenuto      | Kiki Bertens Andrea Koch-Benvenuto       | Magda Linette Valentina Ivachnenko Amanda Carreras Dia Evtimova               |
| 22 marzo  | Namangan Women's Tournament 2010 Namangan, Uzbekistan Cemento 25 000 $                           | Ksenia Palkina 3–6 6–4 6–4                           | Ganna Piven                                 | Elena Bogdan Irini Georgatou             | Kristina Antoniychuk Lenka Wienerová Viktoria Yemialyanava Ksenija Lykina     |
| 22 marzo  | Namangan Women's Tournament 2010 Namangan, Uzbekistan Cemento 25 000 $                           | Kristina Antoniychuk Ksenija Lykina 6–3 5–7 [10–8]   | Karolina Kosińska Lenka Wienerová           | Elena Bogdan Irini Georgatou             | Kristina Antoniychuk Lenka Wienerová Viktoria Yemialyanava Ksenija Lykina     |
| 22 marzo  | Open GDF SUEZ de Gonesse 2010 Gonesse, Francia Terra rossa 10 000 $                              | Iryna Kurjanovič 6–0 6–3                             | Giulia Gatto-Monticone                      | Claire de Gubernatis Elica Kostova       | Petra Cetkovská Aurélie Védy Violette Huck Georgina García-López              |
| 22 marzo  | Open GDF SUEZ de Gonesse 2010 Gonesse, Francia Terra rossa 10 000 $                              | Audrey Bergot Iryna Kurjanovič 6–3 6–3               | Fernanda Fabia Paula Cristina Gonçalves     | Claire de Gubernatis Elica Kostova       | Petra Cetkovská Aurélie Védy Violette Huck Georgina García-López              |
| 22 marzo  | Kofu International Open 2010 Kōfu, Giappone Cemento 10 000 $                                     | Sachie Ishizu 1–6 6–1 6–0                            | Akiko Yonemura                              | Ayumi Oka Mari Tanaka                    | Kim Ji-Young Lu Jia-Jing Lee Ye-Ra Yoo Mi                                     |
| 22 marzo  | Kofu International Open 2010 Kōfu, Giappone Cemento 10 000 $                                     | Seiko Okamoto Maki Arai 6–4 6–4                      | Shiho Hisamatsu Maiko Inoue                 | Ayumi Oka Mari Tanaka                    | Kim Ji-Young Lu Jia-Jing Lee Ye-Ra Yoo Mi                                     |
| 22 marzo  | The Jersey International 2010 Jersey, Gran Bretagna Cemento 25 000 $                             | Johanna Larsson 6–2 6–3                              | Anna Smith                                  | Séverine Brémond Beltrame Romina Oprandi | Richèl Hogenkamp Eva Hrdinová Anne Kremer Ana Vrljić                          |
| 22 marzo  | The Jersey International 2010 Jersey, Gran Bretagna Cemento 25 000 $                             | Maret Ani Anna Smith 7–5 6–4                         | Jarmila Gajdošová Melanie South             | Séverine Brémond Beltrame Romina Oprandi | Richèl Hogenkamp Eva Hrdinová Anne Kremer Ana Vrljić                          |
| 22 marzo  | Spring Cup 2010 Mosca, Russia Cemento 25 000 $                                                   | Anna Lapuščenkova 6–4 6–2                            | Elena Kulikova                              | Nadejda Guskova Aleksandra Panova        | Ksenija Pervak Estelle Guisard Lesja Curenko Veronika Kapšaj                  |
| 22 marzo  | Spring Cup 2010 Mosca, Russia Cemento 25 000 $                                                   | Nina Bratčikova Irena Pavlović 6(4)–7 6–2 [10–3]     | Ljudmyla Kičenok Nadežda Kičenok            | Nadejda Guskova Aleksandra Panova        | Ksenija Pervak Estelle Guisard Lesja Curenko Veronika Kapšaj                  |
| 22 marzo  | GD Tennis Cup 4 2010 Adalia, Turchia Terra rossa 10 000 $                                        | Valentina Ivachnenko 6–3 6–0                         | Mihaela Buzărnescu                          | Nadia Lalami Magda Linette               | Martina Kubičíkova Dia Evtimova Alenka Hubacek Sofie Oyen                     |
| 22 marzo  | GD Tennis Cup 4 2010 Adalia, Turchia Terra rossa 10 000 $                                        | Julija Bejhel'zymer Anna Gerasimou Walkover          | Mihaela Buzărnescu Alenka Hubacek           | Nadia Lalami Magda Linette               | Martina Kubičíkova Dia Evtimova Alenka Hubacek Sofie Oyen                     |
| 22 marzo  | Eurotools Cup 2010 Pomezia, Italia Terra rossa 10 000 $                                          | Martina Caregaro 6–1 6–1                             | Eloisa-María Compostizo-De Andrés           | Marina Šamajko Erika Zanchetta           | Martina di Giuseppe Anastasia Grymalska Dalila Jakupovič Nikola Vajdová       |
| 22 marzo  | Eurotools Cup 2010 Pomezia, Italia Terra rossa 10 000 $                                          | Stephania Chieppa Liana Ungur 7–6(3) 4–6 [10–7]      | Andreea Văideanu Erika Zanchetta            | Marina Šamajko Erika Zanchetta           | Martina di Giuseppe Anastasia Grymalska Dalila Jakupovič Nikola Vajdová       |
| 22 marzo  | UAE Women's Fujairah Tennis & Country Club 2010 Fujaira, Emirati Arabi Uniti Cemento 10 000 $    | Fatma Al-Nabhani 7–6(1) 6–1                          | Katerina Avdiyenko                          | Tammi Patterson Magali de Lattre         | Nicole Clerico Sophia Kovalets Piia Suomalainen Manana Shapakidze             |
| 22 marzo  | UAE Women's Fujairah Tennis & Country Club 2010 Fujaira, Emirati Arabi Uniti Cemento 10 000 $    | Fatma Al-Nabhani Magali de Lattre 2–6 7–6(5) [10–8]  | Martina Caciotte Nicole Clerico             | Tammi Patterson Magali de Lattre         | Nicole Clerico Sophia Kovalets Piia Suomalainen Manana Shapakidze             |
| 22 marzo  | ITF Women's Circuit Cairo 2010 Il Cairo, Egitto Terra rossa 10 000 $                             | Tina Schiechtl 7–5 7–5                               | Lucía Cerverá-Vázquez                       | Pilar Domínguez-López Zuzana Zlochová    | Giro Schofield Valerie Verhamme Rita Esteves De Freitas Ola Abou Zekry        |
| 22 marzo  | ITF Women's Circuit Cairo 2010 Il Cairo, Egitto Terra rossa 10 000 $                             | Jana Jandová Dominika Kanaková 6–2 6–2               | Ivana King Alizé Lim                        | Pilar Domínguez-López Zuzana Zlochová    | Giro Schofield Valerie Verhamme Rita Esteves De Freitas Ola Abou Zekry        |
| 29 marzo  | Pelham Racquet Club Women's $25K Pro Circuit Challenger 2010 Pelham, USA Terra rossa 25 000 $    | Edina Gallovits 6–2 6–0                              | Ajla Tomljanović                            | Chanelle Scheepers María Irigoyen        | Kimberly Couts Sophie Ferguson Melanie Klaffner Julia Cohen                   |
| 29 marzo  | Pelham Racquet Club Women's $25K Pro Circuit Challenger 2010 Pelham, USA Terra rossa 25 000 $    | Mallory Cecil Jamie Hampton 6–4 6–3                  | Chan Chin-wei Nicole Kriz                   | Chanelle Scheepers María Irigoyen        | Kimberly Couts Sophie Ferguson Melanie Klaffner Julia Cohen                   |
| 29 marzo  | Yugra Open 2010 Chanty-Mansijsk, Russia Sintetico 50 000 $                                       | Anna Lapuščenkova 6–2 6–2                            | Ljudmyla Kičenok                            | Ksenija Pervak Zarina Dijas              | Nina Bratčikova Marta Sirotkina Tatiana Kotelinkova Lesja Curenko             |
| 29 marzo  | Yugra Open 2010 Chanty-Mansijsk, Russia Sintetico 50 000 $                                       | Aleksandra Panova Ksenija Pervak 7–6(7) 2–6 [10–7]   | Nadežda Kičenok Ljudmyla Kičenok            | Ksenija Pervak Zarina Dijas              | Nina Bratčikova Marta Sirotkina Tatiana Kotelinkova Lesja Curenko             |
| 29 marzo  | GD Tennis Cup 5 2010 Adalia, Turchia Terra rossa 10 000 $                                        | Valentina Ivachnenko 6–3 7–6(5)                      | Danielle Harmsen                            | Julia Babilon Julija Bejhel'zymer        | Stéphanie Vongsouthi Raluca Elena Platon Nadia Lalami Martina Kubičíkova      |
| 29 marzo  | GD Tennis Cup 5 2010 Adalia, Turchia Terra rossa 10 000 $                                        | Mihaela Buzărnescu Dalia Zafirova 7–6(1) 7–5         | Veronika Chvojková Martina Kubičíkova       | Julia Babilon Julija Bejhel'zymer        | Stéphanie Vongsouthi Raluca Elena Platon Nadia Lalami Martina Kubičíkova      |
| 29 marzo  | Torneo Internacional de Tenis Femenino Ciudad de Monzón 2010 Monzón, Spagna Cemento 75 000 $     | Nastas'sja Jakimava 6–4 4–6 6–3                      | Zuzana Kučová                               | Klára Koukalová Maria Elena Camerin      | Alexandra Dulgheru Stéphanie Dubois Sandra Záhlavová Anne Keothavong          |
| 29 marzo  | Torneo Internacional de Tenis Femenino Ciudad de Monzón 2010 Monzón, Spagna Cemento 75 000 $     | Alexandra Dulgheru Tamarine Tanasugarn 6–2 6–0       | Yayuk Basuki Riza Zalameda                  | Klára Koukalová Maria Elena Camerin      | Alexandra Dulgheru Stéphanie Dubois Sandra Záhlavová Anne Keothavong          |
| 29 marzo  | ITF Women's Circuit Cairo 2010 Il Cairo, Egitto Terra rossa 10 000 $                             | Chanel Simmonds 2–6 6–3 7–5                          | Tina Schiechtl                              | Lucie Kriegsmannová Iveta Gerlová        | Svenja Weidemann Sofia Kvatsabaia Marcella Koek Margit Rüütel                 |
| 29 marzo  | ITF Women's Circuit Cairo 2010 Il Cairo, Egitto Terra rossa 10 000 $                             | Iveta Gerlová Lucie Kriegsmannová 6–4 6–3            | Galina Fokina Elina Gasanova                | Lucie Kriegsmannová Iveta Gerlová        | Svenja Weidemann Sofia Kvatsabaia Marcella Koek Margit Rüütel                 |
| 29 marzo  | ITF Women's Circuit Nanjing 2010 Nanchino, Cina Cemento 10 000 $                                 | Duan Yingying 6–4 7–6(6)                             | Liu Wang-Ting                               | Liu Shaozhou Zhang Kailin                | Guo Lu Élodie Rogge-Dietrich Deng Ya Qi Zhao Yi-Jing                          |
| 29 marzo  | ITF Women's Circuit Nanjing 2010 Nanchino, Cina Cemento 10 000 $                                 | Liu Wan-Ting Zhao Yi-Jing 6–0 6–4                    | Lu Jia Xiang Xi Li                          | Liu Shaozhou Zhang Kailin                | Guo Lu Élodie Rogge-Dietrich Deng Ya Qi Zhao Yi-Jing                          |